# Семења (Васлуј)
Семења (рум. Semenea) насеље је у Румунији у округу Васлуј у општини Драгомирешти. Oпштина се налази на надморској висини од 164 m.

## Становништво
Према подацима из 2002. године у насељу је живело 43 становника, од којих су сви румунске националности.